# Misuri (pueblo amerindio)
Los misuris, o missouris o missouria (en su propio idioma, Niúachi, también transcrito como Niutachi) son una tribu nativa americana que se originó en la región de los Grandes Lagos en lo que ahora son Estados Unidos antes del contacto europeo. La tribu pertenece a la división chiwere de la familia lingüística siux, junto con los iowas y otoes.
Históricamente, la tribu vivió en bandas cerca de la desembocadura del río Grand en su confluencia con el río Misuri; en la desembocadura del Misuri en su confluencia con el río Misisipi; y en el actual condado de Saline, en el estado de Misuri. Desde la expulsión de las tribus indias, hoy viven principalmente en Oklahoma. Son reconocidos a nivel federal como la tribu de indios otoe-misuris, con sede en Red Rock, Oklahoma. Quedan menos de 1393 individuos.

## Nombre
Los colonos franceses adaptaron una forma del idioma illinois, que los llamaban la gente Wimihsoorita, que significa 'el que tiene canoas'. En su propia lengua siux, los misuri se llaman a sí mismos Niúachi, también transcrito iutachi, que significa 'Gente de la boca del río'. Los osages los llamaban Waçux¢a, y los quapaw Wa-ju'-xd¢ǎ.
El estado de Misuri y el río Misuri llevan el nombre de la tribu.

## Historia

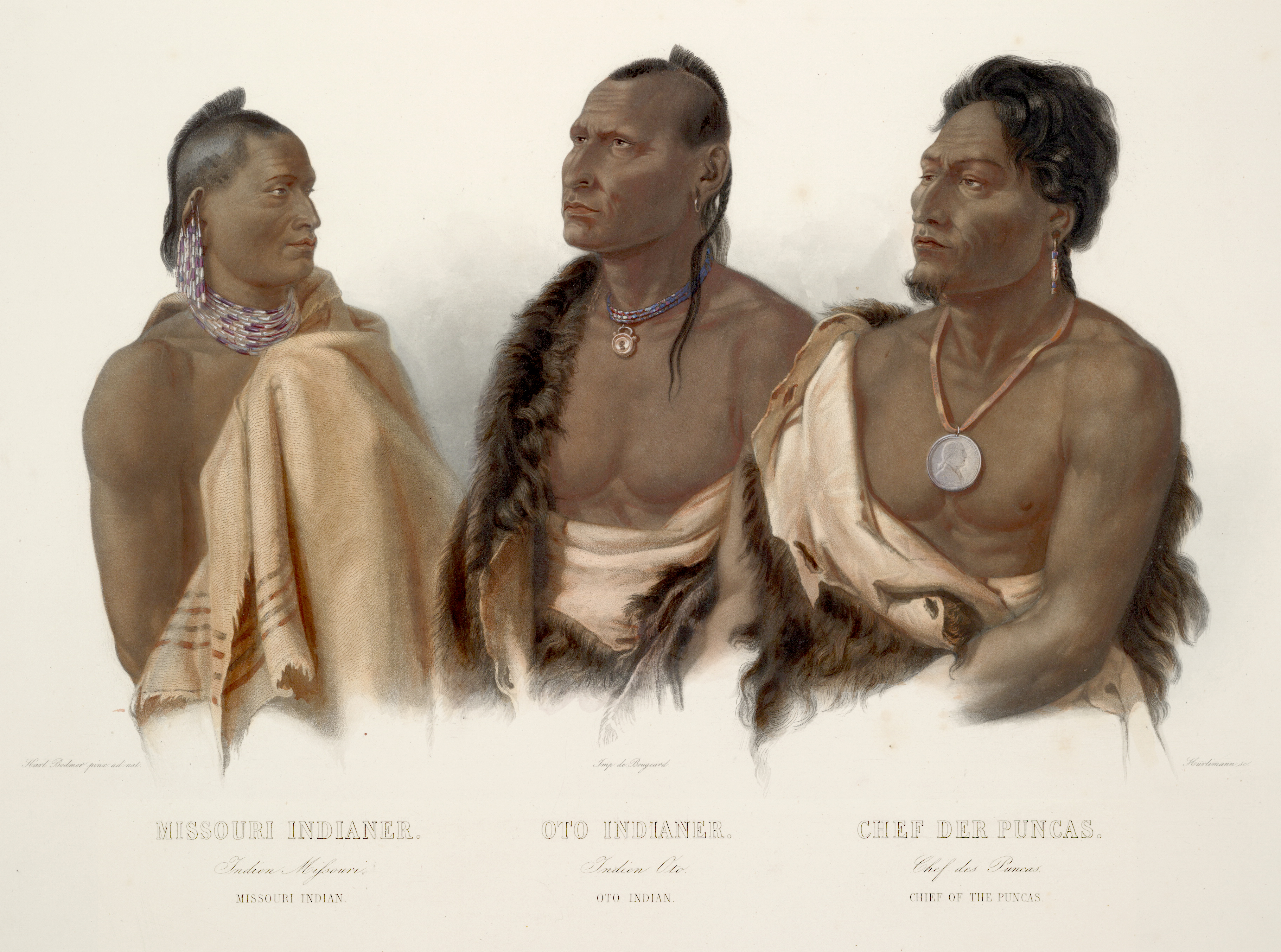
Un guerrero misuri a la izquierda, pintura de Karl Bodmer.

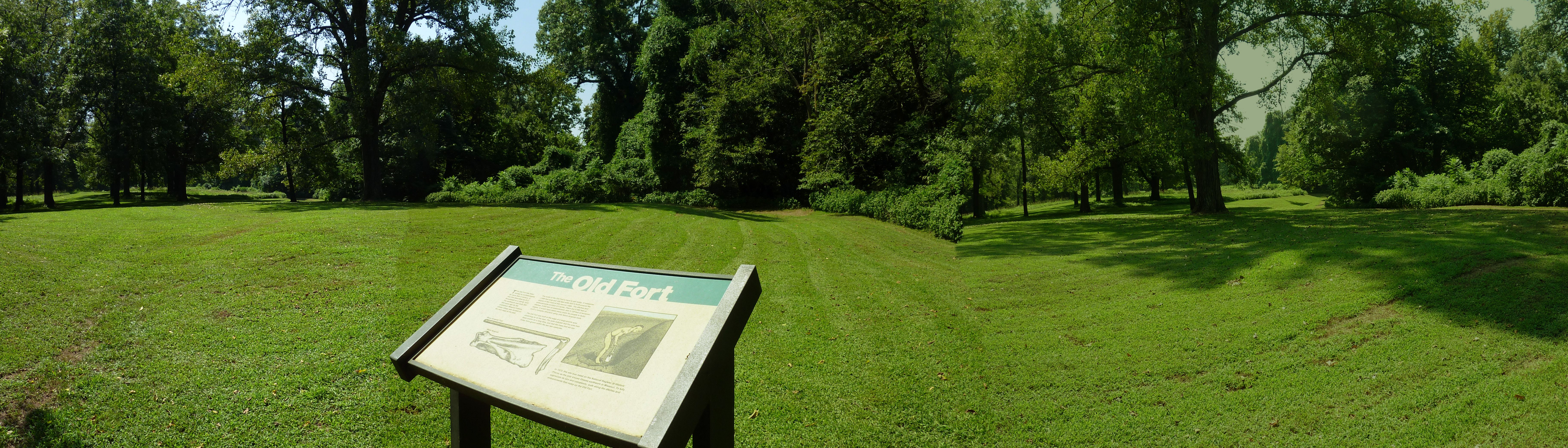
Restos del antiguo fuerte Missouria en Van Meter State Park.

La historia oral de la tribu dice que alguna vez vivieron al norte de los Grandes Lagos. Comenzaron a migrar hacia el sur en el siglo XVI. Hacia 1600, los misuris vivían cerca de la confluencia de los ríos Grand y Misuri, donde se asentaron durante el siglo XVIII. Su tradición dice que se separaron de la tribu otoe, que pertenece a la misma rama  chiwere  de las lenguas siux, debido a una historia de amor entre los hijos de dos jefes tribales.
El siglo XVII trajo dificultades a los misuris. Los sauk y los fox los atacaban con frecuencia. Su sociedad se vio aún más perturbada por el elevado número de víctimas mortales de las epidemias de viruela y otras enfermedades infecciosas de Eurasia que acompañaron al contacto con los europeos. El explorador francés Jacques Marquette se puso en contacto con la tribu en 1673 y allanó el camino para el comercio con los franceses.
Los misuris emigraron al oeste del río Misuri hacia el territorio de los osage. Durante este tiempo, adquirieron caballos y cazaron búfalos. El explorador francés Étienne de Veniard, sieur de Bourgmont visitó a la tribu a principios de la década de 1720 y se casó con la hija de un jefe misuri. Se establecieron cerca y Veniard creó alianzas con la tribu. Construyó Fort Orleans en 1723 como un puesto comercial cerca de la actual Brunswick (Misuri). Estuvo ocupado hasta 1726.
En 1730, un ataque de los sauk-fox casi destruyó a los misuris, matando a cientos. La mayoría de los supervivientes se reunieron con los otoe, mientras que algunos se unieron a los osage y a los kansas. Después de un brote de viruela en 1829, menos de 100 misuris sobrevivieron y todos se unieron a los otoe.
Firmaron tratados con el gobierno de Estados Unidos en 1830 y en 1854 para ceder sus tierras en Misuri. Se trasladaron a la reserva Otoe-Missouria, creada en el río Big Blue en la frontera de Kansas-Nebraska. El gobierno presionó a las dos tribus para que cedieran más tierras en 1876 y 1881.
En 1880 las tribus se dividieron en dos facciones, los coyotes, que eran tradicionalistas, y los cuáqueros, que eran asimilacionistas. Los coyotes se instalaron en la reserva de Iowa  en territorio indio. Los cuáqueros negociaron una pequeña reserva separada en territorio indio. En 1890, la mayor parte de la banda de los coyotes se reincorporó a los cuáqueros en su reserva. En virtud de la ley Dawes de 1907 los miembros de las tribus fueron registrados y se les asignaron parcelas de tierra individuales por hogar. Estados Unidos declaró que cualquier exceso de tierra comunal de la tribu eran "excedentes" y las vendieron a los colonos euro-estadounidenses. La tribu se fusionó con la tribu de los otoe.
La ley Curtis requirió la disolución de los tribunales y gobiernos tribales para asimilar a la gente y preparar el territorio para la estadidad, pero la tribu creó su propio sistema judicial en 1900. Los msuris eran principalmente agricultores a principios del siglo XX. Después de que en 1912, se descubriera petróleo en sus tierras  el gobierno de Estados Unidos obligó a muchos miembros de la tribu a abandonar sus parcelas. Según el etnógrafo James Mooney, la población de la tribu era de unas 200 familias en 1702; 1000 personas en 1780; 300 en 1805; 80 en 1829, cuando vivían con los otoes; y 13 en 1910. Desde entonces, el número de su población se combina con la de los otoe.